# Amy Edmondson

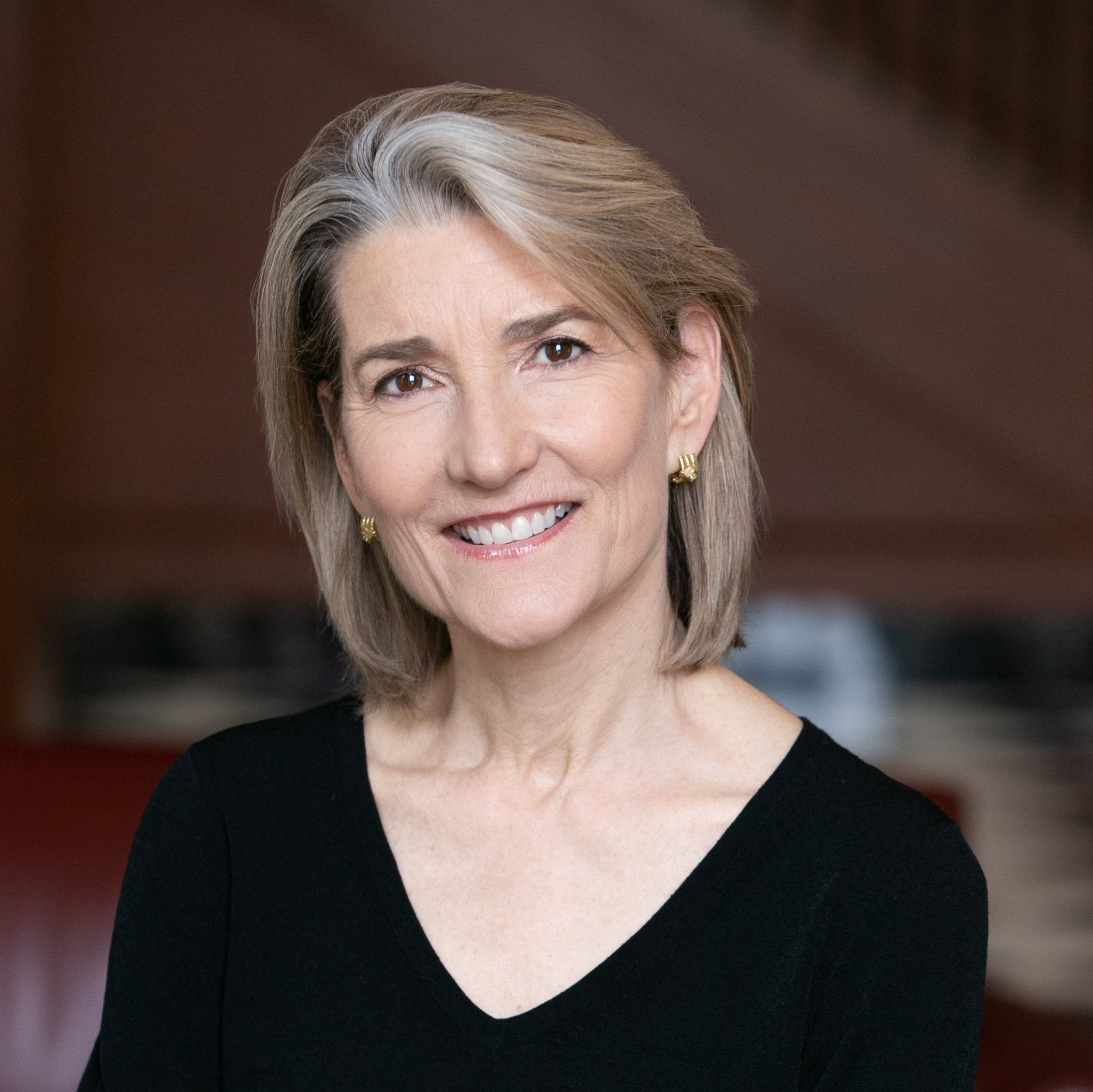
Amy Edmondson (2018)

Amy Claire Edmondson (* 31. März 1959 in New York City) ist eine US-amerikanische Sozialwissenschaftlerin in den Bereichen Menschenführung, Teamarbeit und organisationales Lernen. Sie ist Professorin für Führung und Management an der Harvard Business School. Sie ist für ihre Arbeiten über psychologische Sicherheit bekannt.

## Leben
Edmondson erwarb 1981 einen Bachelor-Abschluss in Ingenieurwesen und Konstruktion, 1995 einen Master-Abschluss in Psychologie und 1996 einen Doktortitel in Organisationsverhalten an der Harvard University.
Von 1980 bis 1983 war Edmonson war Chefingenieurin für den Architekten und Erfinder Buckminster Fuller. Von 1987 bis 1992 war sie Forschungsdirektorin bei Pecos River Learning Centers, wo sie sich mit dem Wandel in großen Unternehmen beschäftigte.
An der Harvard Business School forscht Edmondson darüber, wie Organisationen funktionieren und wie Menschen zusammenarbeiten. Ihre Artikel wurden in zahlreichen Fachzeitschriften veröffentlicht, darunter Administrative Science Quarterly, Academy of Management Journal, Harvard Business Review und California Management Review.

## Preise und Auszeichnungen (Auswahl)
- 2013: Ehrendoktorwürde der Universität Maastricht[3]
- 2018: Gewinnerin des Sumantra Ghoshal Award for Rigour and Relevance in the Study of Management der London Business School[7]
- 2019: Most Influential International Thinker in Human Resources vom HR Magazine[8]
- 2019: Preisträgerin des Thinkers50 Breakthrough Idea Award für das Buch The fearless organization[9]
- 2021 und 2023: Platz 1 der Thinkers50-Liste[9]
- 2023: Gewinnerin des FT Business Book of the Year für das Buch The Right Kind of Wrong[10]
- 2024: Aufnahme in die American Academy of Arts and Sciences[11]

## Veröffentlichungen (Auswahl)
- 2012: Teaming: How Organizations Learn, Innovate, and Compete in the Knowledge Economy. (John Wiley & Sons)
- 2013: Teaming to Innovate. (John Wiley & Sons)
- 2016: mit Susan Salter Reynolds. (2016). Building the Future: Big Teaming for Audacious Innovation. (Berret Kohlers Publishers, Inc). ISBN 978-1-62656-419-0.
- 2017: mit Jean-François Harvey. Extreme Teaming: Lessons in Complex, Cross-Sector Leadership. (Emerald Publishing Limited). ISBN 978-1-78635-450-1.
- 2018: The Fearless Organization: Creating Psychological Safety in the Workplace for Learning, Innovation, and Growth. (John Wiley & Sons)[12]
- 2023: Right Kind of Wrong. Atria Books (an imprint of Simon & Schuster)[13] ISBN 978-1-982195-06-9.